# Тереклы (Башкортостан)
Тереклы (баш. Тирәкле) — деревня в Бакалдинском сельсовете Архангельского района Республики Башкортостан Российской Федерации.

## Население
| 2002 | 2009 | 2010 |
| ---- | ---- | ---- |
| 577  | ↗602 | ↘520 |

Согласно переписи 2002 года, преобладающая национальность — башкиры (96 %).

## Географическое положение
Расстояние до:
- районного центра (Архангельское): 14 км,
- центра сельсовета (Бакалдинское): 4 км,
- ближайшей железнодорожной станции (40 км.): 14 км.

## Религия
В деревне есть мечеть Ихлас.